# Безрадецкий, Дмитрий Николаевич
 Безрадецкий Дмитрий Николаевич (11 февраля 1853, Российская империя — после 1920 года) — русский военачальник, участник Первой мировой войны, генерал от инфантерии (1914), участник (1918−1919) Белого Движения в годы Гражданской войны.

## Биография

### Образование
- 1870 — Петровско-Полтавская военная гимназия[1].
- 1872 — Николаевское кавалерийское училище.
- 1878 — Николаевская академия Генерального штаба.

### Прохождение службы
- 1872—1878 — служба в Белорусском 7-м гусарском полку.
- 1878—1881 — офицер для поручений при штабе Одесского военного округа.
- 1881—1882 — старший адъютант штаба 15-й пехотной дивизии.
- 1882—1884 — офицер для особый поручений при штабе 8-го армейского корпуса.
- 1884—1885 — в той же должности при штабе Кавказского военного округа.
- 1885—1886 — штаб-офицер для поручений при штабе Одесского военного округа.
- 1886—1887 — командир Белорусского 21-го драгунского полка.
- 1887—1888 — состоял в распоряжении начальника штаба Одесского военного округа.
- 1888—1891 — штаб-офицер для особых поручений при штабе 12-го армейского корпуса.
- 1891—1895 — начальник штаба 7-й кавалерийской дивизии.
- 1895—1897 — командир Переяславского 46-го драгунского полка.
- 1897—1904 — начальник штаба 2-го кавалерийского корпуса.
- 1904—1908 — начальник штаба Одесского военного округа.
- 1908—1914 — начальник 15-й пехотной дивизии.
- 26.07. −19.11.1914 — начальник 57-й пехотной дивизии.
- 19 ноября 1914 года уволен в отставку с производством в генералы от инфантерии.

В годы Гражданской войны в России служил в Вооруженных силах Юга России. Был арестован в Одессе органами Советской власти. В августе 1919 года был отпущен на свободу.

### Чины
- 1872 — корнет
- 1874 — поручик
- 1875 — штабс-ротмистр
- 1878 — штабс-капитан Генерального штаба
- 1881 — капитан
- 1885 — подполковник
- 1889 — полковник
- 1899 — генерал-майор
- 1905 — генерал-лейтенант
- 1914 — генерал от инфантерии

### Награды
Удостоен наград Российской империи:
- Св. Владимира 3-й ст. (1901)
- Св. Анны 1-й ст. (1911)
- Св. Анны 2-й ст. (1896)
- Св. Анны 3-й ст. (1882)
- Св. Станислава 1-й ст. (1906)
- Св. Станислава 2-й ст. (1893)
- Св. Станислава 3-й ст. (1880)

## Оценки и мнения
«В то время им был генерал Безрадецкий. Полнеющий, совершенно лысый старик с маленькими, прищуренными глазками, мясистым носом, пышными усами и не менее богатой, такой же седой бородищей. Вылитый Дед Мороз, не будь его борода разделена посередине на два больших клина, спадающих с пухлых щек на грудь».